# طائرة مجنونة (فلم رسوم متحركة)
طائرة مجنونة (Plane Crazy) هو فيلم رسوم متحركة قصير صدر عام 1929 من إخراج أوب إيوركس ووالت ديزني. هذا الفيلم هو أول مشروع مكتمل تصدره استوديوهات والت ديزني.  يضم ظهور ميكي ماوس وميني ماوس ، وكان فيلمًا صامتًا في الأصل. عٌرِضَ تجريبيًا أمام جمهور المسرح والموزعين المحتملين في 15 مايو 1928.  لقد شاهد أحد المسؤولين التنفيذيين في شركة مترو جولدوين ماير الفيلم، لكن فشل الفيلم في الحصول على موزع. في وقت لاحق من ذلك العام، أصدرت شركة ديزني أول فيلم كرتوني صوتي لميكي ستيمبوت ويلي ، والذي حقق نجاحًا هائلاً؛ وتم إصدار طائرة مجنونة: Plane Crazy رسميًا كفيلم كرتوني صوتي في 17 مارس 1929.   كان هذا الفيلم الرابع لميكي الذي يتم إطلاقه على نطاق واسع بعد ستيمبوت ويلي و راعي البقر الراكض و رقصة الحظيرة.

## حبكة
يحاول ميكي قيادة طائرة لتقليد الطيار والمهندس الأميركي الواقعي تشارلز لندبيرغ . بعد بناء طائرته الخاصة، يقوم بإجراء محاكاة طيران للتأكد من أن الطائرة آمنة للتحليق في الجو، لكن تفشل الرحلة، مما يؤدي إلى تدمير الطائرة. بعد بناء طائرة جديدة، يطلب من صديقته ميني الانضمام إليه في أول رحلة لها بعد أن قدمت له حدوة حصان لجلب الحظ السعيد. إنهم يتخذون رحلة خارجة عن السيطرة مع المواقف المبالغ فيها والمستحيلة. صديقتهم كوكبة تركب الطائرة لفترة وجيزة. 
وبمجرد استعادة ميكي السيطرة على الطائرة، يحاول تقبيل ميني لكنها ترفض، ولكي يجبرها على تقبيله بالقوة: يرعبها برميها خارج الطائرة، وينجح في تقبيلها. ترد ميني بصفع ميكي وتقفز بالمظلات خارج الطائرة باستخدام سروالها الداخلي . أثناء تشتيت انتباهه، يفقد ميكي السيطرة على الطائرة ويصطدم في النهاية بشجرة. ثم تهبط ميني، ويضحك ميكي على ملابسها الداخلية المكشوفة. ثم تغادر ميني غاضبة، وترفضه. ثم يرمي ميكي بغضب حدوة الحصان التي أعطتها له ميني، فترتد إلى شجرة وتضربه وتطيح به.

## إنتاج

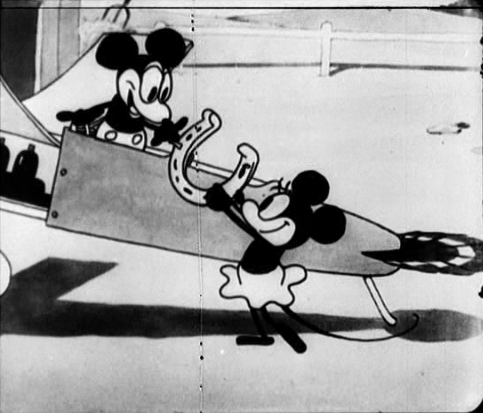
تقدم ميني لميكي حدوة حصان كنوع من الحظ السعيد قبل رحلته

تم إخراج الفيلم بشكل مشترك من قِبَل أب إيوركس ووالت ديزني. كان إيوركس أيضًا هو رسام الرسوم المتحركة الوحيد لهذا الفيلم القصير وقضى أسبوعين فقط في العمل عليه في غرفة خلفية، بمعدل يزيد عن 700 رسم يوميًّا.  ومن المتوقع أيضًا أن هيو هارمان ورودولف إيزينج قد قاموا بالعمل على الفيلم أيضًا.  احتوت النسخة الصوتية على موسيقى تصويرية لكارل ستالينغ ، الذي سجلها في 26 أكتوبر 1928، عندما تم تعيينه، وقبل شهر من إصدار ستيمبوت ويلي . 

## استقبال

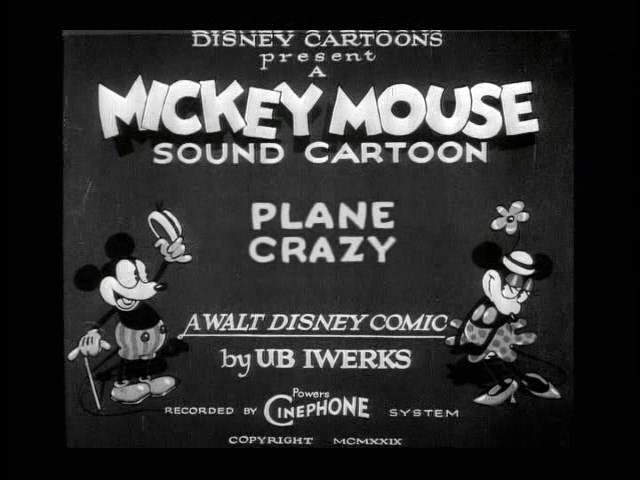
بطاقة عنوان النسخة الصوتية من Plane Crazy

صحيفة فيلم ديلي (24 مارس 1929): "ذكي. يقوم ميكي ماوس بحركاته الحيوانية بأحدث الأساليب عبر الطائرة. استخدم رسام الكاريكاتير براعته المعتادة لاستخراج قدر كبير من الضحكات التي لا تقتصر بأي حال من الأحوال على الأحداث. المؤثرات الصوتية مناسبة بشكل خاص لهذا النوع من الأفلام، وتضيف بالتأكيد إلى زاوية الكوميديا مع الصرير السخيف والصراخ والأصوات السخيفة." 
مجلة فارايتي (3 أبريل/نيسان 1929):"كارتون صوتي من إنتاج شركة باورز، وهو أحد أفلام ميكي ماوس الكرتونية. إنه فيلم قصير مدته ست دقائق، ويتضمن الكثير من الحركة غير المنطقية وترافقه موسيقية مناسبة. ويشكل فاصلاً مضحكاً وسخيفاً لأي منزل سلكي. وقد استمدت شركة ديزني بعض المواقف الممتعة، وكان واحد أو اثنان منها جريئين بعض الشيء، ولكن بالنظر إلى شخصيات الحيوانات، فهو أمر مسموح به." 

## حالة حقوق النشر والحفظ
تم تسجيل حقوق الطبع والنشر للنسخة الصامتة في 26 مايو 1928، بعد مرور أحد عشر يومًا من عرضها للاختبار.  تم تجديد حقوق الطبع والنشر للنسخة الصامتة في 14 مارس 1956.  تم تسجيل حقوق الطبع والنشر للنسخة الصوتية في 9 أغسطس 1930، وتم تجديدها في 16 ديسمبر 1957،  ولكن حقوق الطبع والنشر على بطاقة عنوان الفيلم تقول 1929.  من غير المعروف مدى التغييرات التي طرأت على النسخة الصامتة الأصلية والنسخة الصوتية.
دخل الفيلم المجال العام في الولايات المتحدة في عام 2024. دخلت النسخة الصوتية المجال العام في 1 يناير 2025 وفقًا لقانون حقوق النشر الأمريكي الحالي . 